# Agusti Pol
Agusti Pol, född 13 januari 1977 i Andorra la Vella, är en andorransk före detta fotbollsspelare.
Pol spelade 28 A-landskamper för Andorra. Han gjorde Andorras första landslagsmål någonsin, i deras första landskamp mot Estland 1996. Pols mål innebar ställningen 1–1, men Estland vann matchen med 6–1.
Hans sista landslagsframträdande var 2003 mot Kroatien, i kvalet till EM 2004.